# Solong jezik
Solong jezik (arove, arawe, pililo; ISO 639-3: aaw), jedan od četiri zapadnih arawe jezika, šire skupine arawe, koji se govori u provinciji Zapadna Nova Britanija u Papui Novoj Gvineji.
Solongom govori 2 200 ljudi (1981 Wurm and Hattori) iz plemena Arove koji se znaju služiti i engleskim i tok pisinom.

## Vanjske poveznice
- Ethnologue (14th)
- Ethnologue (15th)